# Bill van Dijk

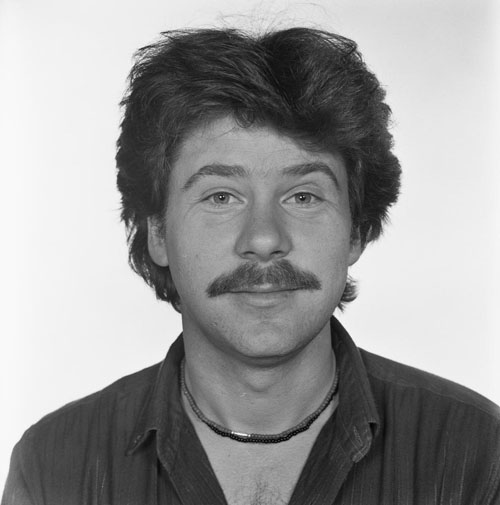
Bill van Dijk (1982)

Bill van Dijk (eigentlich: Willem Edsger van Dijk; * 22. Dezember 1947 in Rotterdam) ist ein niederländischer Sänger und Musicaldarsteller.

## Leben
Nach seiner Theaterausbildung wurde er als Musicaldarsteller bekannt und spielte in Produktionen wie Hair, Evita und Joseph and the Amazing Technicolor Dreamcoat. Für die Sesamstraat, die niederländische Sesamstraße, lieh er diversen Puppenfiguren seine Stimme.
Als Gewinner des niederländischen Vorentscheids nahm er am Eurovision Song Contest 1982 in Harrogate teil. Er landete mit dem Popsong Jij en ik auf Platz 16.
Ein großer Erfolg für ihn war seine Hauptrolle in der Produktion Cyrano: The Musical. Aufgrund der Resonanz in seiner Heimat wurde das Stück auch auf dem Broadway mit ihm aufgeführt.